# سابنووا
سابنووا (به لاتین: Sabnova) یک منطقهٔ مسکونی در روسیه است که در داغستان واقع شده‌است.